# U English
Das U English (Upper English, sinngemäß Oberklassenenglisch) ist ein nach einem Diskurs in den 1950er Jahren definierter Begriff, es grenzt sich vom Englisch der Mittelschicht (non-U English) ab.
Die Arbeiterklasse benutzt (im Wesentlichen) die gleichen Begriffe wie die englische Oberklasse (Britischer Adel). Während die Mittelschicht neue Terminologien wie Neologismen und Euphemismen nutzt, um edler zu klingen und sich über die Arbeiterklasse zu erheben, nutzt die Oberschicht dagegen die gleiche Sprache wie das Volk, ein ebenmäßiges und traditionelles Englisch. Laut der Theorie ist sich die Oberschicht ihrer gehobenen sozialen Stellung so sicher, dass sie die vorhandenen Klassenunterschiede nicht künstlich betonen muss.

## Beispiele
| U English                  | non-U English                  |
| -------------------------- | ------------------------------ |
| Bike oder bicycle          | Cycle                          |
| Dinner jacket              | Dress suit                     |
| Knave                      | Jack (Kartenspiel)             |
| Vegetables                 | Greens                         |
| Ice                        | Ice cream                      |
| Scent                      | Perfume                        |
| They’ve a very nice house. | They have (got) a lovely home. |
| Ill (in bed)               | Sick (in bed)                  |
| I was sick on the boat.    | I was ill on the boat.         |
| Looking-glass              | Mirror                         |
| Chimneypiece               | Mantelpiece                    |
| Graveyard                  | Cemetery                       |
| Spectacles                 | Glasses                        |
| False teeth                | Dentures                       |
| Die                        | Pass on                        |
| Mad                        | Mental                         |
| Jam                        | Preserve                       |
| Napkin                     | Serviette                      |
| Sofa                       | Settee oder couch              |
| Lavatory oder loo          | Toilet                         |
| Rich                       | Wealthy                        |
| What?                      | Pardon?                        |
| Good health                | Cheers                         |
| Lunch                      | Dinner (für Mittagessen)       |
| Pudding                    | Sweet                          |
| Drawing-room               | Lounge                         |
| Writing-paper              | Note-paper                     |
| How d’you do?              | Pleased to meet you            |
| Wireless                   | Radio                          |
| (School)master, mistress   | Teacher                        |

## Geschichte
Die Debatte wurde vom britischen Linguistikprofessor (Birminghamer Universität) Alan S. C. Ross 1954 gestartet. Er prägte die Begriffe „U English“ und „non-U English“ in einem finnischen Journal. Er pointierte die Verschiedenheit in Aussprache und Schreibstil, doch war es seine Analyse des unterschiedlichen Vokabulars, das die Debatte erhitzte.
Die englische Autorin Nancy Mitford griff die Debatte 1954 in ihrem Artikel „Die englische Aristokratie“ auf. Es gab eine breite Diskussion über Klassenunterschiede und Hochmut nach Veröffentlichung des Artikels. Das Essay wurde danach von Evelyn Waugh und John Betjeman ediert und veröffentlicht. Auch Ross’ Originalartikel Noblesse Oblige: an Enquiry into the Identifiable Characteristics of the English Aristocracy wurde ediert und ein weiteres Mal 1956 veröffentlicht. John Betjeman veröffentlichte ein provokantes Gedicht, das er How to Get on in Society nannte.
Die Diskussion wurde zu der Zeit ernst genommen, da es sich um ein Nachkriegsengland handelte, wo sich eine neue Mittelklasse aus den Ruinen etablierte.